# Rom 5:12
ROM 5:12 è il decimo album della black metal band svedese Marduk. Registrato e mixato tra il dicembre 2006 e il gennaio 2007, è uscito il 24 aprile 2007 per la Regain Records. La versione CD comprende un booklet di 44 pagine, mentre la versione LP è stata limitata a 500 copie.
ROM 5:12 è stato l'ultimo album con Emil Dragutinovic alla batteria, rimpiazzato successivamente da Lars Broddesson; ed il secondo con Daniel Rosten (conosciuto come Mortuus) alla voce. Uno dei primi membri della band, Joakim Göthberg, compare come guest vocal nella traccia "Cold Mouth Prayer"; mentre Alan Averill, cantante della Black/Folk metal band Primordial, compare sempre come ospite nella traccia "Accuser/Opposer".

## Tracce
1. The Levelling Dust – 5:11
2. Cold Mouth Prayer – 3:28
3. Imago Mortis – 8:36
4. Through the Belly of Damnation – 4:19
5. 1651 – 4:54
6. Limbs of Worship – 4:24
7. Accuser/Opposer – 8:43
8. Vanity of Vanities – 3:40
9. Womb of Perishableness – 7:01
10. Voices from Avignon – 5:08
11. Jaws of Hell – 6:49

## Curiosità
- Il titolo si riferisce ad un verso della Bibbia, capitolo 5 versetto 12 del libro dei Romani: "Perciò, come per mezzo di un solo uomo il peccato è entrato nel mondo, e per mezzo del peccato la morte, e così la morte è passata su tutti gli uomini, perché tutti hanno peccato "
- La traccia "1651" è stata composta e registrata dagli Arditi.
- L'immagine di copertina è una elaborazione del Trionfo della morte di Giacomo Borlone de Buschis, visibile sulla facciata dell'Oratorio dei Disciplini di Clusone (BG).

## Formazione
- Mortuus - voce
- Morgan Steinmeyer Håkansson - chitarra
- Magnus "Devo" Andersson - basso
- Emil Dragutinovic - batteria sulle tracce 1, 2, 4, 6 e 10
- J. Gustafsson - batteria sulle tracce 3, 7 e 9
- Joakim Göthberg - guest vocal sulla traccia "Cold Mouth Prayer"
- Alan Averill - guest vocal sulla traccia "Accuser/Opposer"